# Grostenquin
Grostenquin és un municipi francès, situat al departament del Mosel·la i a la regió del Gran Est. L'any 2007 tenia 539 habitants.

## Demografia

### Població
El 2007 la població de fet de Grostenquin era de 539 persones. Hi havia 228 famílies, de les quals 60 eren unipersonals (28 homes vivint sols i 32 dones vivint soles), 60 parelles sense fills, 80 parelles amb fills i 28 famílies monoparentals amb fills.
La població ha evolucionat segons el següent gràfic:
Habitants censats

### Habitatges
El 2007 hi havia 254 habitatges, 223 eren l'habitatge principal de la família, 1 era una segona residència i 30 estaven desocupats. 209 eren cases i 45 eren apartaments. Dels 223 habitatges principals, 177 estaven ocupats pels seus propietaris, 33 estaven llogats i ocupats pels llogaters i 13 estaven cedits a títol gratuït; 7 tenien dues cambres, 19 en tenien tres, 44 en tenien quatre i 153 en tenien cinc o més. 197 habitatges disposaven pel capbaix d'una plaça de pàrquing. A 100 habitatges hi havia un automòbil i a 102 n'hi havia dos o més.

### Piràmide de població
La piràmide de població per edats i sexe el 2009 era:
| Homes | Edats   | Dones |
| ----- | ------- | ----- |
| 0     | 95 o +  | 0     |
| 0     | 90 a 94 | 0     |
| 4     | 85 a 89 | 0     |
| 0     | 80 a 84 | 4     |
| 0     | 75 a 79 | 16    |
| 20    | 70 a 74 | 12    |
| 8     | 65 a 69 | 12    |
| 28    | 60 a 64 | 24    |
| 32    | 55 a 59 | 12    |
| 16    | 50 a 54 | 12    |
| 28    | 45 a 49 | 28    |
| 16    | 40 a 44 | 28    |
| 4     | 35 a 39 | 12    |
| 28    | 30 a 34 | 16    |
| 16    | 25 a 29 | 24    |
| 21    | 20 a 24 | 20    |
| 20    | 15 a 19 | 20    |
| 4     | 10 a 14 | 28    |
| 8     | 5 a 9   | 16    |
| 16    | 0 a 4   | 16    |

## Economia
El 2007 la població en edat de treballar era de 353 persones, 255 eren actives i 98 eren inactives. De les 255 persones actives 233 estaven ocupades (134 homes i 99 dones) i 22 estaven aturades (10 homes i 12 dones). De les 98 persones inactives 29 estaven jubilades, 27 estaven estudiant i 42 estaven classificades com a «altres inactius».

### Ingressos
El 2009 a Grostenquin hi havia 228 unitats fiscals que integraven 571,5 persones, la mediana anual d'ingressos fiscals per persona era de 17.696 €.

### Activitats econòmiques
Dels 27 establiments que hi havia el 2007, 1 era d'una empresa alimentària, 6 d'empreses de fabricació d'altres productes industrials, 3 d'empreses de construcció, 5 d'empreses de comerç i reparació d'automòbils, 3 d'empreses de transport, 2 d'empreses d'hostatgeria i restauració, 1 d'una empresa financera, 1 d'una empresa immobiliària, 1 d'una empresa de serveis, 3 d'entitats de l'administració pública i 1 d'una empresa classificada com a «altres activitats de serveis».
Dels 10 establiments de servei als particulars que hi havia el 2009, 1 era una oficina d'administració d'Hisenda pública, 1 gendarmeria, 1 oficina de correu, 1 una oficina bancària, 1 taller de reparació d'automòbils i de material agrícola, 2 paletes, 1 fusteria, 1 perruqueria i 1 restaurant.
L'únic establiment comercial que hi havia el 2009 era una fleca.
L'any 2000 a Grostenquin hi havia 24 explotacions agrícoles que ocupaven un total de 1.846 hectàrees.

## Equipaments sanitaris i escolars
L'únic equipament sanitari que hi havia el 2009 era una farmàcia.
El 2009 hi havia 1 escola maternal i 1 escola elemental.

## Poblacions més properes
El següent diagrama mostra les poblacions més properes.